# Wohn- und Wirtschaftsgebäude Ostende 24

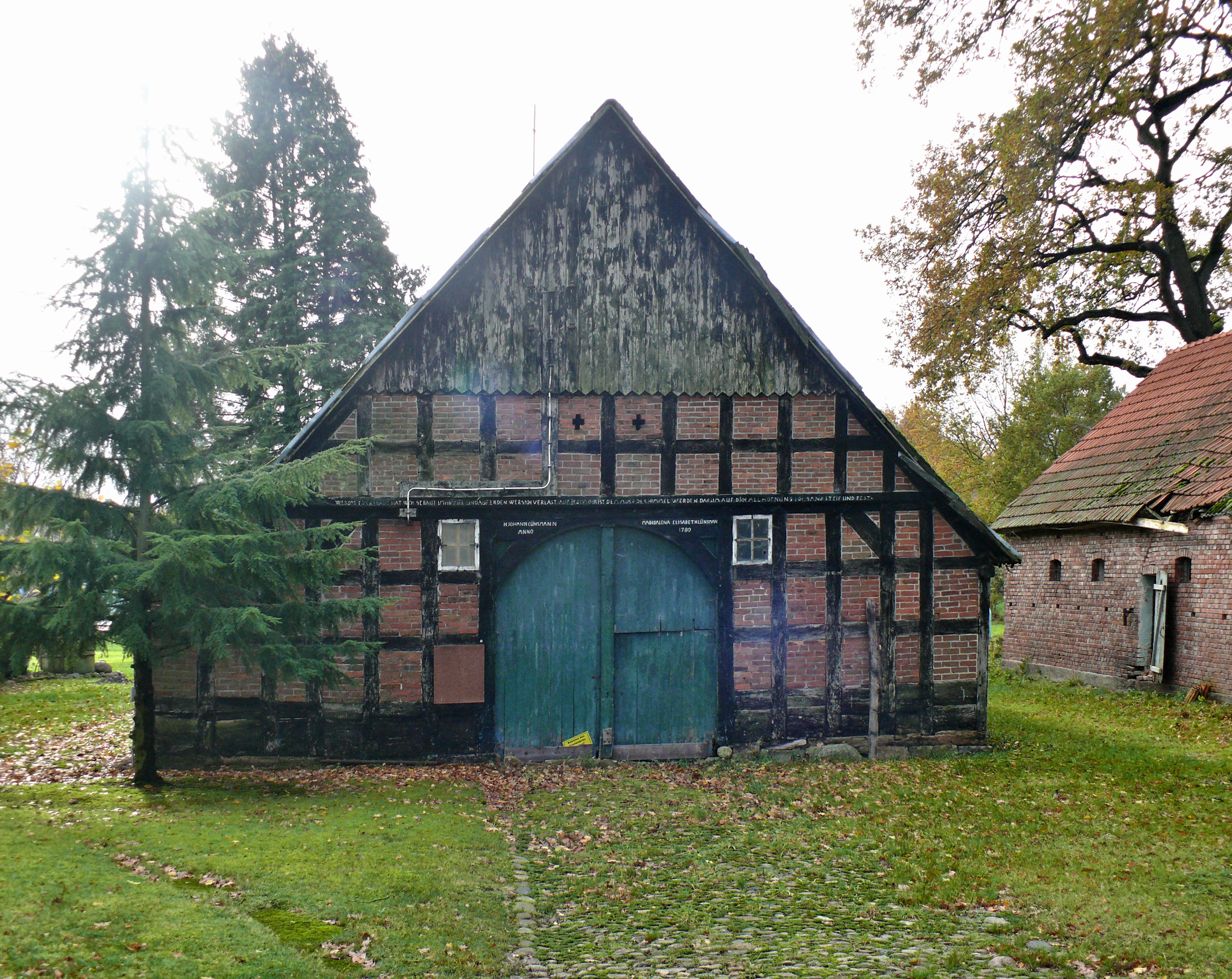
Nordgiebel (2023)

Das Wohn- und Wirtschaftsgebäude Ostende 24 in der niedersächsischen Gemeinde Brockel wurde in der zweiten Hälfte des 18. Jahrhunderts gebaut. Aktuell (2025) wird es zum Wohnen und wohl landwirtschaftlich genutzt.
Das Gebäude steht unter Denkmalschutz (siehe auch Liste der Baudenkmale in Brockel).

## Geschichte und Beschreibung
Brockel gehört zur heutigen Samtgemeinde Bothel im Landkreis Rotenburg (Wümme).
Das eingeschossige giebelständige Gebäude als Zweiständer-Hallenhaus in Fachwerk mit Steinausfachungen, ziegelgedecktem Satteldach, regionaltypischer senkrechter Verbretterung der oberen Giebeldreiecke und der Grooten Door mit Korbbogen, wurde 1780 (Inschrift) gebaut. Im Sockelbereich ist es im Wirtschaftsgiebel verbohlt. Denkmalgeschützt sind auch das Hofpflaster und ein vierteilig gefasster Sandsteinbrunnen von 1739 (Inschrift) vor dem Flett östlich des Haupthauses.
Die rechte giebelständige Scheune in Fachwerk mit Satteldach und Verbretterung in den Giebeldreiecken sowie Quereinfahrt steht nicht unter Denkmalschutz.
Das Landesdenkmalamt befand u. a.: „… ein regionstypisches Hallenhaus des 18. Jahrhunderts in Zweiständerkonstruktion ….“